# Каргаполье
Каргапо́лье — рабочий посёлок в Курганской области Российской Федерации.
Административный центр Каргапольского района. В рамках административно-территориального устройства является посёлком городского типа районного подчинения. В рамках муниципального устройства вместе с 5 прилегающими деревнями образует муниципальное образование рабочий посёлок Каргаполье со статусом городского поселения. Население — 8265 чел. (2021).

## География
Расположен на р. Миасс (бассейн Иртыша), в 19 км к северо-востоку от железнодорожной станции станции Каргаполье (на линии Курган — Екатеринбург) и в 86 км к северо-западу от Кургана. Находится в лесостепной зоне умеренной климатической полосы.

### Часовой пояс
Каргаполье, как и вся Курганская область, находится в часовой зоне МСК+2. Смещение применяемого времени относительно UTC составляет +5:00.

## История
Деревня Налимова была основана около 1676 (1680) года. Основателем считается Ивашко Ильин сын Налимов, родившийся в Новой Туринской слободе Тобольского уезда и с 1676 года живший в Мияской (Миасской) слободе.
С 1708 года деревня Налимова записана как Каргаполова. Первое упоминание о Каргаполовых, которые дали название посёлку Каргаполье относится к переписным книгам Льва Поскочина 1681 года. Там указаны: Офонка (Афанасий) Клементьев сын Каргаполов, родившийся в деревне Ершове Важинской волости Кайгородского уезда и с 1675 года живший в Терсюцкой слободе; Фролко Клементьев Каргаполов, родившийся в той же деревне Ершове и с 1676 года живший в Терсюцкой слободе и его брат Микишка (Никифор), а также их семьи Возможно, предки Каргаполовых были выходцами из города Каргополя Архангельской губернии.
В ноябре 1709 года башкиры напали на (Усть-)Миасскую слободу и деревни Черепанову, Тагильскую и Каргополову и в тех деревнях многих русских людей побили и в полон взяли.
В 1730 году в деревне построена церковь и она стала селом Каргапольским.
В 1805 году село Каргапольское становится административным центром Каргапольской волости Шадринского уезда Пермской губернии.
В 1858 году открыта школа. В 1885 году открыто приходское училище (мужское и женское), в 1910 году оно преобразовано в смешанное училище.
В 1874 году, по инициативе врача Шадринского уездного земства И. И. Моллесона был открыт врачебный участок.
В 1905 году местный земской врач Куропатвинский начал выпускать газету «Каргапольский листок».
В конце июня — начале июля 1918 года установлена белогвардейская власть. В начале августа 1919 года восстановлена Советская власть.
В 1919 году образованы Каргапольский и Тамакульский сельсоветы.
На основании постановлений ВЦИК от 3 и 12 ноября 1923 года образован Каргапольский район. Указом Президиума Верховного Совета РСФСР от 1 февраля 1963 года образован укрупненный Каргапольский сельский район. Указом Президиума Верховного Совета РСФСР от 12 января 1965 года укрупненный Каргапольский сельский район преобразован в район и разукрупнён.
В годы Великой Отечественной войны работал Эвакогоспиталь № 1130 на 250 коек, создан на базе райбольницы в деревянных 3-этажных зданиях. Водопровода, канализации и электричества не было.
Решением Курганского облисполкома от 9 января 1969 года с. Каргаполье, с. Тамакулье и д. Зырянка преобразованы в р.п. Каргаполье; упразднены Каргапольский и Тамакульский сельсоветы; образованы Каргапольский поссовет и Тагильский сельсовет.
В годы Советской власти жители села работали в колхозе имени Сталина, затем в колхозе имени XXII Партсъезда.

## Население
| 1710    | 1869  | 1904  | 1907  | 1920  | 1926  | 1939  | 1959  | 1970  | 1979  |
| ------- | ----- | ----- | ----- | ----- | ----- | ----- | ----- | ----- | ----- |
| 345     | ↗1459 | ↗1589 | ↘1473 | ↗2008 | ↗2174 | ↗3083 | ↘2964 | ↗7042 | ↗8850 |
| 1989    | 2002  | 2008  | 2009  | 2010  | 2011  | 2012  | 2013  | 2014  | 2015  |
| ↗10 037 | ↘8745 | ↘8668 | ↗8669 | ↘8433 | ↘8425 | ↘8260 | ↘8088 | ↘7983 | ↘7979 |
| 2016    | 2017  | 2018  | 2019  | 2020  | 2021  |       |       |       |       |
| ↗8064   | ↗8204 | ↗8237 | ↘8120 | ↘8004 | ↗8265 |       |       |       |       |

Резкий рост численности населения связан с Решением Курганского облисполкома от 9 января 1969 года (с. Каргаполье, с. Тамакулье и д. Зырянка преобразованы в р.п. Каргаполье).
Национальный состав
- По переписи населения 1926 года проживало 2174 человека, из них русские 2160 чел., зыряне (коми-зыряне) 9 чел.

## Экономика
Начиная с XIX века Каргаполье славилось своей маслобойной промышленностью, работал паточный завод купца Морозова.
- ООО «Уральский разносол» — переработка и консервирование овощей[29]
- ООО «Каргапольский машиностроительный завод» — производство трубопроводной арматуры[30]
- Каргапольский пимокатный цех (ранее пимокатный цех Промкомбината) — изготовление валенок.

## Здравоохранение
В январе 1874 год — по инициативе первого санитарного врача России Молессона Ивана Ивановича в Каргаполье открыт врачебный участок и больница на 6 коек. В 1906—1911 годах на западной окраине Каргаполья строилась новая больница на 35 коек. В декабрь 1934 года, на VIII районном съезде Советов принято решение расширить коечную сеть района до 150 коек. В 1936 году на IX районном съезде Советов принято решение об электрификации больницы. В 1960 году в больнице построен водопровод. В декабре 1966 года сдан новый корпус терапевтического отделения. В 1973 году открыты новые здания стоматологического и физиотерапевтического кабинетов, новая прачечная. В 1980—1987 годах шло строительства нового больничного комплекса. В 2011 году МУ «Каргапольская ЦРБ» преобразовано в ГБУ «Каргапольская ЦРБ». ЦРБ было присвоено имя Рокиной Натальи Александровны, заслуженного врача РСФСР. В декабре 2022 года ГБУ «Каргапольская ЦРБ им. Н.А. Рокиной» преобразовано в ГБУ «Межрайонная Больница № 5».

## Церковь

### Православная
В 1730 году была построена первая деревянная церковь в честь святого Николая Чудотворца. Храм был без колокольни. Просуществовал он до 1780 года. Второй храм был двухпрестольный, с колокольней. Пристрой освятили 6 (17) декабря 1780 года в честь Покрова Пресвятой Богородицы, а главный храм — 7 (18) мая 1796 года в честь святого Николая. 19 июня (1 июля) 1819 года священник Павел Пономарев приказал подкопать стены храма со всех сторон и сгнившие окладные бревна и стойки заменить новыми. Но при исполнении задачи местными неумелыми лицами вся церковь с треском опустилась ниже; стены и потолки разошлись, бревна выдвинулись местами на пол-вершка, местами на вершок, полы и иконостас наклонились на северную сторону и самый престол сильно осел тоже с заметным уклоном на север; сверху образовалась течь. Постановлением Шадринскаго Духовнаго Правления от 7 (19) августа 1819 года было решено: «Николаевскую церковь в Каргапольской слободе исправить на счет священника Павла Пономарева и прочих участников подкопания». 5 (17) марта 1822 года отремонтированный храм вновь освятили. Деревянный храм в 1851 году прихожане продали Изъедугинскому обществу, а площадь, занимавшаяся храмами, находится под усадьбою одного из местных крестьян.
В 1820 году прихожане вошли с ходатайством к епископу Пермскому и Екатеринбургскому Иустину о разрешении им новой, каменной церкви во имя святого Николая Чудотворца, с приделом в честь Покрова Пресвятой Богородицы. Строительство началось в 1821 году и 5 (17) июля 1837 года храм был освящен архиепископом Пермским и Верхотурским Аркадием. Потом ещё 8 лет возводился пристрой, служба началась 30 сентября (12 октября) 1845 года. Церковь — крестообразная в плане, одноглавый четверик с пощипцовым завершением фасадов, с небольшой трапезной и в одной связи с трёхъярусной колокольней. В 1853 году храм обнесли каменной отрадой с железными решётками.

### Единоверческая
В 1836 году образован единоверческий приход, до 1895 года церковь находилась в деревне Вороновой. Каменная однопрестольная церковь в честь Покрова Пресвятой Богородицы в Каргаполье строилась с 1890 по 1895 год по благословению Поликарпа, епископа Екатеринбургского и Ирбитского. Служба в ней началась 11 декабря 1895 года. Средствами для построения нового храма служили отчасти пожертвования от прихожан, а главным образом помощь извне. Так от Святого Синода было отпущено 3400 рублей, от Пермского Управления Государственными имуществами до 1000 рублей, от протоирея Кронштадтского Андреевского собора о. Иоанна Сергиева 200 рублей, от Екатеринбургского купца Семёна Стефановича Юрганова 500 рублей, Шадринских купцов Михаила и Тимофея Васильевичей Юкляевских 700 рублей, отставного унтер-офицера Якова Полиевктова Каргаполова, проживающего в Санкт-Петербурге, 300 рублей и Георгия Михайловича Юкляевского колокол в 450 рублей.
1 июня 1937 года Каргапольский сельский совет принял решение о закрытии церкви и устройстве в ней клуба с электроустановкой. 15 апреля 1938 года Челябинский облисполком утвердил решение о закрытии церкви. Храм закрыт в 1939 году, во время войны в здании действовал спиртзавод. Позднее здание забросили.
8 декабря 1989 года здание в аварийном состоянии передали вновь созданному религиозному обществу Русской православной церкви. В 1994 году началось восстановление. Первая литургия совершена в 2004 году.

## Общественно-деловая жизнь
В 1938 году был образован Районный дом культуры (РДК), ныне Районный культурно-досуговый центр п. Каргаполье.
Каргапольская межпоселенческая центральная библиотека, открыта в 1923 году на базе Земской библиотеки.
Государственное бюджетное учреждение «Каргапольская центральная районная больница имени Н. А. Рокиной» (Наталья Александровна Рокина (1916—1997) — хирург, акушер-гинеколог, заслуженный врач РСФСР, делегат XXII съезда КПСС; работала в больнице в 1944—1957 годах).
Обелиск борцам за власть Советов, павшим в период гражданской войны. На нём 11 фамилий.
В октябре 1961 года установлен увенчанный красной звездой обелиск борцам, павшим за Советскую власть в 1921 году (В. Х. Кетову и В. В. Кустарду) и красноармейцам, погибшим в боях с колчаковцами.
В 1975 году установлен мемориальный ансамбль, автор Б. Н. Козельчук. Основанием мемориала является бетонная площадка диаметром 34 м, на которой установлена стена с фамилиями погибших в Великой Отечественной войне. Рядом расположен обелиск из металла высотой 19 м. В центре ансамбля находится гипсовая статуя воина высотой 7 м.
Памятник градостроительства и архитектуры II половины XIX века усадьба скотопромышленника, купца Порфирия Парфеновича Подтянигина. В 1916 году купец уехал за границу. В этом здании с 1980 года находится музей революционной, боевой и трудовой славы. Адрес: р.п. Каргаполье, ул. Ленина, 11.
Каргапольский ландшафтный парк, построен в 2004 году.

## Транспорт
Через село проходит автотрасса Р-354. В селе есть автостанция.

## Известные уроженцы, жители
- Востряков, Александр Андреевич (1944—2023, Киев) — преподаватель Национальной музыкальной академии Украины имени П. И. Чайковского, профессор.
- Дьяков, Дмитрий Георгиевич (род. 1952, <уточнить здесь или на станции Каргаполье>) — председатель парламента Республики Молдова (1998—2001), Председатель Демократической партии Молдовы (1997—2009, почётный председатель с 2009), депутат парламента Республики Молдова.
- Крутиховская, Зинаида Александровна (1916—1986, Киев) — советский украинский геофизик, геолог, доктор геолого-минералогических наук (1971), профессор (1972), Заслуженный деятель науки Украинской ССР (1979).
- Махов, Николай Фёдорович (1921—1943, Жиличи, Полесская область, Белоруссия) — гвардии сержант Рабоче-крестьянской Красной Армии, участник Великой Отечественной войны, Герой Советского Союза (1944).

## Ссылка
- Официальный сайт Каргапольского района
- Каргаполье // Большая советская энциклопедия : [в 30 т.] / гл. ред.  А. М. Прохоров. — 3-е изд. — М. : Советская энциклопедия, 1969—1978.